# Sărbători variabile
În Creștinism, o sărbătoare variabilă sau o sărbătoare mișcătoare este o zi sfântă a cărei dată nu este fixată într-o zi particulară din anul calendaristic, ci depinde de data Paștelui.
Prin extensie, și alte sărbători religioase sunt numite „variabile” sau „mișcătoare”. Acest termen însă, nu este folosit în mod propriu de țările care decid mutarea anumitor date de sărbătoare pentru a unifica zilele de odihnă, făcându-le consecutive.

## Sărbători variabile în Creștinism
- Botezul Domnului (în Biserica Romano-Catolică) - în duminica după Epifania Domnului (7-13 ianuarie)
- Miercurea Cenușii sau Începutul Postului Mare (în Biserica Romano-Catolică) - în februarie sau martie
- Paștile sau Învierea Domnului - în prima duminică după prima lună plină, ce urmează echinocțiului de primăvară
- Ridicarea la Cer sau Înălțarea Domnului - la 40 zile după Paști
- Rusaliile sau Coborârea Duhului Sfânt - la 50 zile după Paști
- Sfânta Treime (în Biserica Romano-Catolică) - în prima duminică după Rusalii
- Corpus Christi sau Trupul și Sângele Domnului (în Biserica Romano-Catolică) - în a doua joi după Rusalii
- Inima Preasfântă a lui Isus (în Biserica Romano-Catolică) - vinerea ce urmează după a doua duminică după Rusalii
- Isus Cristos, Regele Universului (în Biserica Romano-Catolică) - în penultima duminică din noiembrie
- Sfânta Familie (în Biserica Catolică) - duminica în Octava Crăciunului, sau în lipsă pe 30 decembrie

## Sărbători invariabile în Creștinism
- Sfânta Maria, Născătoare de Dumnezeu (în Biserica Romano-Catolică) - în 1 ianuarie
- Botezul Domnului (în Biserica Ortodoxă) - în 6 ianuarie
- Epifania Domnului sau Arătarea Domnului (în Biserica Romano-Catolică) - în 6 ianuarie
- Întâmpinarea Domnului sau Prezentarea Domnului la Templu - în 2 februarie
- Bunavestire sau Întruparea Domnului - în 25 martie
- Schimbarea la față sau Transfigurarea Domnului - în 6 august
- Adormirea Maicii Domnului - în 15 august
- Nașterea Maicii Domnului - în 8 septembrie
- Înălțarea Sfintei Cruci - în 14 septembrie
- Toți Sfinții (în Biserica Romano-Catolică) - în 1 noiembrie
- Pomenirea Tuturor Credincioșilor Răposați (în Biserica Romano-Catolică) - în 2 noiembrie
- Crăciunul, sau Nașterea Domnului - în 25 decembrie
- majoritatea sărbătorilor Sfinților

## Sărbători variabile în calendarul japonez
- Ziua Nunții (海の日) - A 3a luni a lunii iulie
- Ziua Respectului pentru cei în vârstă (敬老の日) - A 3a luni a lunii septembrie
- Ziua Sănătății și a Sportului (体育の日) - A 2a luni a lunii Octombrie